# Annual Recurring Revenue
Annual Recurring Revenue (ARR) gibt Auskunft über den Anteil des jährlichen Umsatzes eines Unternehmens, der regelmäßig gemacht wird, z. B. durch Abonnements oder regelmäßige Serviceeinnahmen. Besonders in der Digital-Industrie (Software as a Service) wird der Kennzahl eine große Rolle zugemessen. Folgende Komponenten werden hinzugezogen, um den ARR zu berechnen:
- Neue Abschlüsse
- Verlängerung und Erneuerung von Geschäften
- Up- & Downgrades des jeweiligen Vertrags
- Beendete Verträge

## Berechnung
Als Beispiel wird ein Produkt genommen, das für 3 Jahre verkauft wurde, mit einem Wert von 120.000 €. Der ARR wäre in diesem Fall 40.000 € (120.000 € / 3 Jahre = 40.000 € pro Jahr).